# Piccadilly
Piccadilly je ulice v londýnském obvodu Westminster vedoucí ze západu od Hyde Parku k Piccadilly Circus. Je součástí dopravní tepny západní části Londýna A4. Na jih od její východní části se rozkládá čtvrť St. James's, zatímco na západní straně hraničí s Green Parkem. Na sever od ní se nachází čtvrť Mayfair.
V ulici se nachází obchod společnosti Fortnum & Mason, Royal Academy of Arts, hotel Ritz, knihkupectví Hatchards, velvyslanectví Japonska a velvyslanectví Malty. Jeden z významných prodejců módního oblečení minulosti, společnost Simpsons, zde provozovala svůj obchod od 30. let 20. století až do roku 1999. V současnosti se v tomto obchodním domě nachází knihkupectví společnosti Waterstone's.
Linka metra Piccadilly Line je pojmenovaná po této ulici a část této trasy vede pod ní. Z ulice, nebo z její bezprostřední blízkosti, je přístup ke stanicím Piccadilly Circus, Green Park a Hyde Park Corner.
Ulice byla pojmenována po domu patřícímu Robertu Bakerovi, krejčímu známému prodejem piccadil, což bylo označení pro různé druhy límců. Tento krejčí koupil rozsáhlé pozemky v západním Londýně a okolo roku 1612 postavil rozsáhlý dům, který byl brzy znám jako Piccadilly Hall.
Po obnově monarchie roku 1660 se v oblasti Piccadilly a na sever od ní rozvíjela stavební aktivita a z obvodu se stala módní čtvrť. V 17. století zde bylo postaveno mnoho výstavných panských sídel, například Clarendon House, Burlington House, Albany, Apsley House, Bath House a Cambridge House. Své domy si zde nechalo postavit i několik členů Rotschildovy rodiny. Ve 20. letech 20. století však byla většina těchto domů zbořena nebo je využívaly různé instituce.
V současnosti se v ulici nachází několik známých luxusních hotelů, omezený počet kanceláří a několik luxusních bytů. Ačkoli má na Piccadilly své obchody několik společností, nepatří mezi významné londýnské nákupní oblasti. Piccadilly je jednou z nejširších a nejpřímějších ulic západního Londýna, a tak je významná hlavně jako dopravní tepna.